# Diplochora micropus
Diplochora micropus är en mångfotingart som först beskrevs av Chamberlin 1902.  Diplochora micropus ingår i släktet Diplochora och familjen spoljordkrypare. Inga underarter finns listade i Catalogue of Life.